# Fluchthorn
Fluchthorn, rétorománsky Piz Fenga, je druhou nejvyšší horou pohoří Silvretta a nejvyšší horou tohoto pohoří v Rakousku. Současně náleží k nejvyšším horám v Rakousku s prominencí vyšší než 500 metrů. Fluchthorn neboli  Piz Fenga, leží na rakousko-švýcarské hranici ve spolkové zemi Tyrolsko (obec Galtür v okrese Landeck) a ve švýcarském kantonu Graubünden (obec Valsot). Nachází se mezi severně ležícím údolím Poznauntal a jižně ležícím údolím Dolní Engadin, 10 kilometrů severovýchodně od více známé hory pohoří Silvretta Piz Buin (3 312 m). Fluchthorn patří mezi vyhledávané horolezecké cíle.

## Pád vrcholového masívu

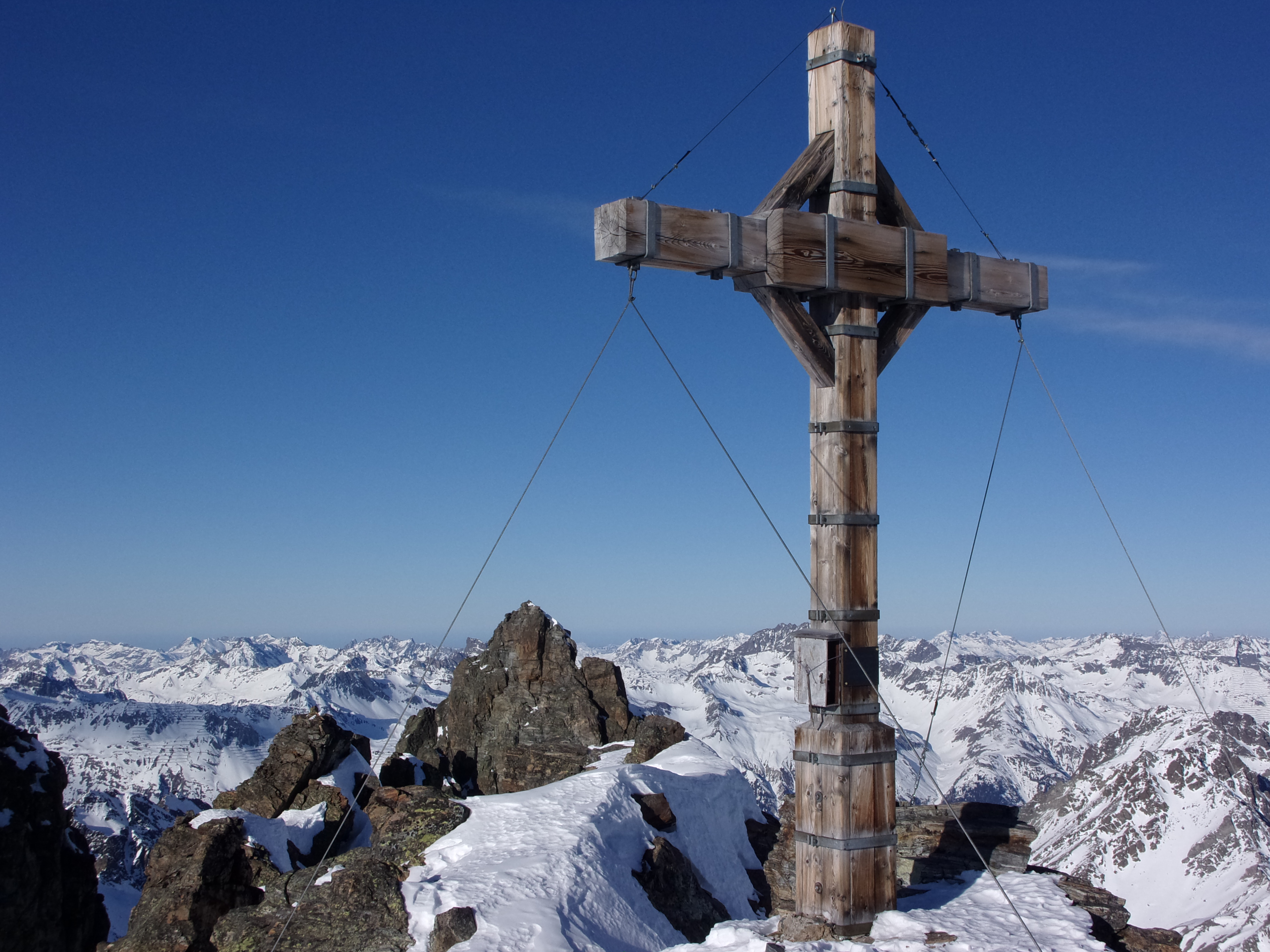
Sesuv smetl i kříž, který stál na vrcholu hory od roku 1989

V neděli 11. června 2023 v odpoledních hodinách došlo v důsledku tání sněhu a permafrostu k uvolnění částí skalního masívu na vrcholu hory a k jeho pádu do údolí. Výška jižního vrcholu (původně 3398 m n. m.) se tak snížila o zhruba 100 metrů. Sesuv podle odhadů obsahoval zhruba 100 000 m³ horniny. V průběhu sesuvu bylo v oblasti jižně od Galtüru zaznamenáno slabé zemětřesení o síle 1,4 stupně.
Horská chata Jamtalhütte, vybudovaná německým Alpenvereinem v roce 1882, která je východiskem k výstupu na Fluchthorn, nebyla sesuvem zasažena,  dočasně ale byly uzavřeny přístupové cesty k vrcholu. Podle názoru rakouských geologů tání permafrostu může ohrožovat horské masívy ve výšce nad 2500 metrů.